# 1,5,7-Triazabicyklo(4.4.0)dek-5-en
1,5,7-Triazabicyklo[4.4.0]dek-5-en, TBD – organiczny związek chemiczny, mocna zasada, bicykliczna pochodna guanidyny. Związek ten jest używany jako katalizator lub substrat w wielu reakcjach chemicznych, takich jak:
- reakcja Michaela
- reakcja Henry'ego (nitroaldolowa)
- reakcja Wittiga
- reakcja Horneara-Wadswortha-Emmonsa (reakcja HWE)
- transestryfikacji
- rekcja eteryfikacji (syntezy eterów)
- polimeryzacja
- epimeryzacja
- kondensacja Knoevenagela
- reakcja deprotonacji: fenoli, kwasów karboksylowych i C-kwasów

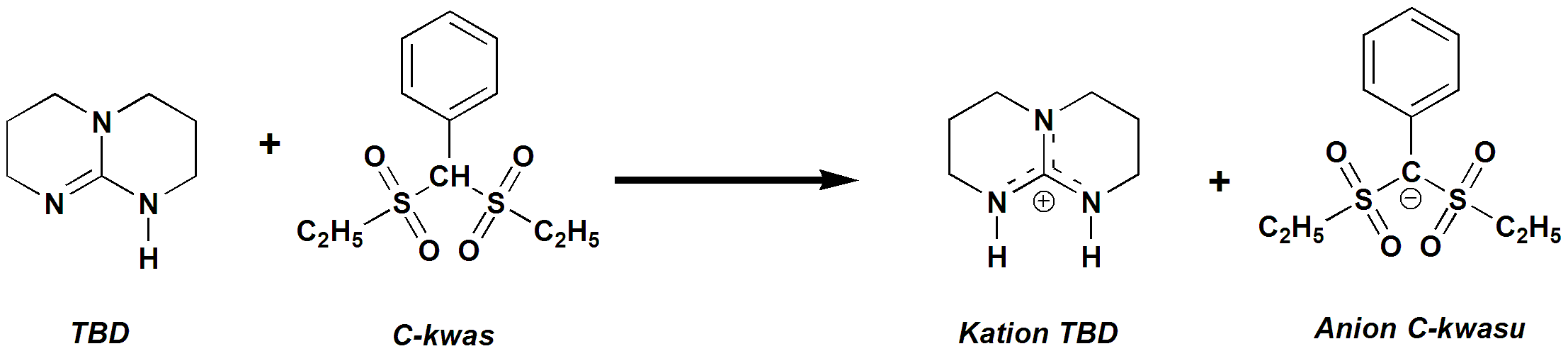
Deprotonacja C-kwasu przez TBD

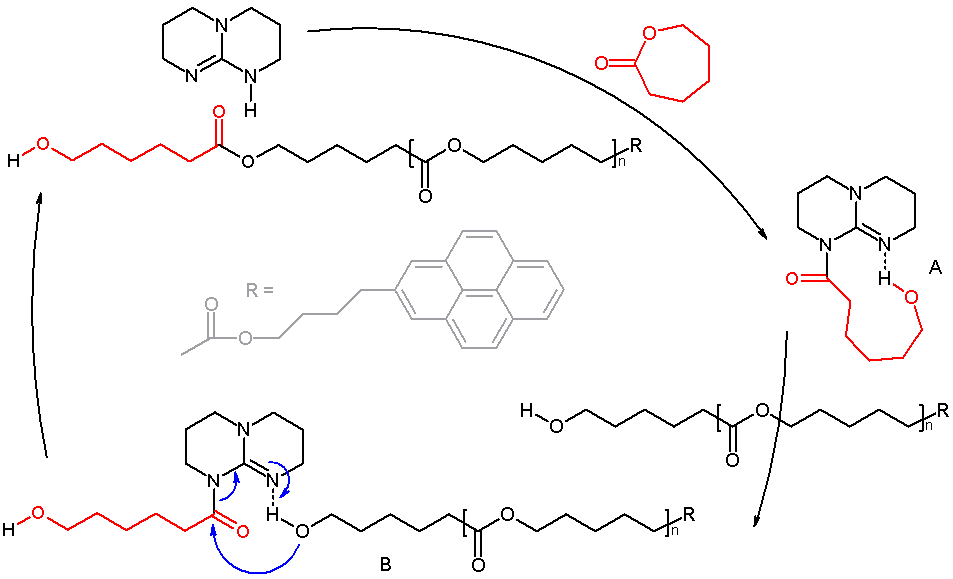
Mechanizm polimeryzacji kaprolaktonu z udziałem TBD jako katalizatora reakcji